# Wilson Raj Perumal
Wilson Raj Perumal (nacido el 31 de julio de 1965) es un singapurense condenado por amañar partidos.
Perumal ha sido acusado en varios escándalos de amaño de partidos, incluidos Asiagate entre 2007–2009 y el escándalo de amaño de partidos en Finlandia de 2008–2011. Fue encarcelado por primera vez por amañar partidos en 1995 en Singapur. En febrero de 2011, Perumal fue arrestado en Finlandia y posteriormente condenado a dos años de prisión. Cumplió un año en una prisión finlandesa y luego fue entregado a las autoridades en Hungría. Cinco años después, Perumal regresó a Finlandia e intentó comprar el Atlantis FC con un nuevo nombre.
Durante su estancia en la prisión finlandesa, Perumal habló con las autoridades y reveló una red global de amañadores de partidos con base en Singapur. Culpa a otros miembros de la red por su arresto, y confirmó a Dan Tan como el jefe de su operación. El caso se conoció como Asiagate.

## Primeros años
Perumal es el tercero de cinco hijos. Su padre era contratista e instructor de artes marciales. Perumal habla inglés, tamil, malayo y hokkien. Durante la adolescencia fue seleccionado para entrenar atletismo con un grupo de atletas nacionales. Comenzó a participar en robos en la escuela. A los 18 años, fue acusado de robo en la escuela ASEAN y puesto en libertad condicional. Al terminar la secundaria, intentó ingresar en la Marina, pero fue rechazado debido a sus antecedentes penales.
Perumal trabajaba en una empresa de construcción naval llamada Far East Livingston, que construía barcos y plataformas petrolíferas en los astilleros de Singapur. A los 19 años organizó su primer partido amañado, un partido amateur en Singapur.
Perumal conoció a apostadores chinos durante la Copa de Malasia a principios de los años 90. En 1993, conoció a un indio llamado Pal que supuestamente controlaba diez de los catorce equipos de la Malasia que disputaban la copa. Después de que Perumal sobornara a un jugador checo que jugaba en Malasia, Michal Váňa, Pal lo invitó a formar parte de su grupo. A finales de 1994, fue arrestado acusado de amañar partidos de la Copa del Primer Ministro de Singapur. Perumal confesó el crimen y fue liberado bajo fianza.
En 1995, Pal envió a Perumal a Inglaterra con un pasaporte falso para intentar manipular partidos de la Premier League. Perumal se hizo pasar por periodista para ingresar en los centros de entrenamiento de los clubes y ofreció sobornos al portero del Birmingham, Ian Bennett, y al portero del Chelsea, Dmitriy Kharin. La prensa británica informó que Ian Bennet presentó una denuncia afirmando que dos individuos que se presentaron como periodistas de Singapur se le acercaron y le ofrecieron dinero para perder un partido contra el Liverpool.
Perumal regresó a Singapur y fue acusado de uso de identidad falsa (por el pasaporte) y corrupción por los partidos de la Copa del Primer Ministro de Singapur. Cumplió ocho meses de prisión. En 1996, Perumal viajó a Estados Unidos para sobornar a equipos de Torneo masculino de fútbol en los Juegos Olímpicos de Atlanta 1996. Supuestamente logró sobornar al equipo de Túnez en los partidos contra Portugal y Estados Unidos. Perumal también habría contactado a tres jugadores de Nigeria ofreciéndoles trescientos mil dólares para que Brasil ganara por una diferencia de dos goles en la fase de grupos; como el resultado no fue el acordado, los nigerianos habrían devuelto parte del dinero. Perumal ofreció un soborno al portero mexicano Jorge Campos, quien rechazó la oferta y cuyos guardaespaldas amenazaron con llamar a la policía. Asustados, Perumal y sus cómplices abandonaron Estados Unidos.

## Mafia Internacional de Apuestas
En 1997, Perumal afirma haber manipulado su primer partido internacional: Zimbabue contra Bosnia-Herzegovina, el 24 de febrero de 1997, por la Copa Dunhill, en Malasia. Perumal se presentó como agente de fútbol y ofreció 100 mil dólares. El equipo de Zimbabue pidió 30 mil como adelanto. También durante la Copa Dunhill, Zimbabue habría amañado partidos contra Vietnam y China. La policía de Singapur volvió a acusar a Perumal por asociación criminal e intento de soborno en la liga local. Fue arrestado en 1998, condenado y cumplió dieciocho meses de prisión.
Según Perumal: “Prefiero a los hombres de la defensa: los dos centrales, el último hombre y el portero. Si puedes tener a los tres últimos defensores en tu nómina, la manipulación funciona, porque cuando quieres perder, los delanteros no pueden ayudar”.
Al salir de prisión en 2000, Perumal habría sobornado al portero Lutz Pfannenstiel del Geylang United para que entregara el partido contra el Woodlands Wellington. El defensor australiano Mirko Jurilj del Woodlands Wellington también habría sido sobornado. Sin embargo, temiendo que el soborno no fuese suficiente, Perumal planeó un ataque nocturno contra Ivica Raguž, la estrella del Woodlands Wellington, con un palo de hockey. Ivica resultó herido en el episodio, pero no logró identificar al agresor. No obstante, un testigo acusó a Perumal, quien fue condenado y cumplió otro año de prisión, saliendo en septiembre de 2001.
Por la Liga de Campeones de la UEFA 2001-02, el partido entre Barcelona y Fenerbahce fue interrumpido por un apagón. Según Perumal, su antiguo jefe Pal fue quien desconectó los focos, ya que las casas de apuestas devolvían el dinero si el partido se suspendía. Sin embargo, el estadio tenía un generador, las luces se encendieron nuevamente y Pal terminó perdiendo tres millones de ringgit malayo. Después del partido, el socio de Pal fue asesinado por la mafia de apuestas de Singapur.
Perumal volvió a ser encarcelado por fraude con tarjeta de crédito y violencia doméstica, cumpliendo cuatro años de prisión, saliendo en 2006.

## Segunda fase en la mafia
Al salir de prisión, Perumal consiguió un empleo como supervisor de limpieza en el Ayuntamiento de la ciudad. Sus antiguos amigos tenían contactos con jugadores del Sporting Afrique FC y lo invitaron a volver a amañar partidos. Las actividades de Perumal volvieron a llamar la atención de la policía, que lo interrogó. Perumal alegó que era solo un agente de jugadores y se desvinculó del Sporting Afrique FC. Luego centró su atención en la Torneo Merdeka, un torneo para celebrar el día de la independencia de Malasia. Consiguió el dinero a través de la mafia de apuestas. Se presentó como agente de la empresa World Wide Events and Sports International y se ofreció como promotor de la Torneo Merdeka de 2007. A cambio, garantizaría un patrocinio para la federación de Malasia y cubriría los gastos de dos selecciones invitadas. Perumal eligió a Zimbabue —con quienes ya había trabajado en 1997— y a la selección de Lesoto.
Según Perumal, les dijo a los jugadores africanos antes del torneo: “Este partido no tiene ninguna importancia: no es una eliminatoria de la Copa del Mundo; no es una clasificatoria olímpica. Nadie recordará si ganan este partido o el torneo. Ganen o pierdan, no irán a ningún sitio. Pero si hacen lo que yo digo, ganarán cuarenta mil dólares para repartir entre ustedes”. El plan habría funcionado y la participación de ambas selecciones en el torneo fue completamente manipulada.
En la Copa Mundial Femenina de Fútbol de 2007, Perumal supuestamente sobornó al equipo de Nigeria para que perdiera contra Corea del Norte por sesenta mil dólares. Se hacía pasar por agente de jugadores de la empresa World Wide Events and Sports International. Las federaciones facilitaban el trabajo de los agentes proporcionando todos los contactos de jugadores y directivos. Supuestamente ofreció sobornos al equipo femenino de Ghana, que rechazó la propuesta; la policía interrogó a Perumal, y él, asustado, abandonó la competición.
En 2008, Perumal volvió a utilizar la estrategia de actuar como promotor del evento. El torneo elegido fue la Copa Intercontinental, una competición por invitación con ocho equipos, realizada en Kuala Lumpur con selecciones olímpicas sub-23. Perumal se comprometió a cubrir todos los gastos de Togo y Nigeria en el torneo. Como el equipo sub-23 de Togo no estaba disponible, la federación envió al equipo sub-17. Según Perumal, les dijo: “En este torneo no hay nada que se puedan llevar a casa. Sin honorarios, sin premios en efectivo... Pero si hacen lo que les pido, recibirán cincuenta mil dólares por partido. Es buen dinero.”.
Ambas selecciones habrían cumplido con las órdenes de la mafia, salvo en el partido entre Irak y Nigeria, que debía terminar empatado. Sin embargo, el nigeriano John Owoeri, quien estaba al tanto del amaño y había participado en los otros partidos, marcó el penalti que le dio la victoria a Nigeria. Tras el partido, Owoeri fue marginado en la selección nigeriana; el entrenador lo sacó del campo y no fue convocado para los Juegos Olímpicos de Pekín 2008. Los esquemas de Perumal en la Copa Intercontinental habrían impresionado a Dan Tan, líder de otra mafia de apuestas, quien lo invitó a unirse a su organización.

## Tercera fase en la mafia
Para la Copa Merdeka de 2008, Perumal repitió el esquema, esta vez con las selecciones sub-20 de Sierra Leona y Mozambique. Luego habría hecho lo mismo en el Campeonato Asiático de Fútbol Sub-19 de 2008 con el equipo nacional del Líbano. Perumal viajó a América Central y asistió a la Copa del Caribe, torneo clasificatorio para la Copa de Oro de la CONCACAF. Supuestamente entregó dinero a las selecciones de Granada y Cuba. En la Copa de Oro de la CONCACAF de 2009, habría sobornado a las selecciones de Granada y Nicaragua.
En marzo de 2009, Perumal organizó un amistoso entre Zimbabue y Baréin con la orden de que Zimbabue perdiera. El resultado fue 5-2 a favor de Baréin. La operación llamó la atención de la mafia china de apuestas, que contactó a Perumal para financiarlo. Viajó a Siria, donde controlaba firmemente a dos equipos: el Al Wahda de Damasco y el Al-Nawair de Hama. Afirmó tener cinco o seis jugadores de cada equipo involucrados. Las ganancias habrían sido tan altas que lo apodaron “el rey de Siria” entre los mafiosos de Singapur.
Aún en 2009, a través de su empresa fachada World Wide Events and Sports International, organizó un torneo sub-20 en Egipto con cinco países: Kenia, Nigeria, Ghana, Guatemala y el propio Egipto. Supuestamente todos los partidos fueron amañados.
En octubre de 2009, Perumal se dio cuenta de que necesitaba una nueva empresa para formalizar sus acuerdos y contratos con diversas federaciones de fútbol, ya que World Wide Events and Sports International enfrentaba problemas legales. Fundó entonces Football4U. El entrenador de Botsuana, Stanley Tshosane, rechazó un soborno ofrecido por un intermediario de Perumal para amañar un amistoso contra China, y el caso fue publicado por la prensa local.
Las empresas de Perumal organizaron los partidos amistosos de la selección de Zimbabue entre 2007 y 2009, y todos habrían sido manipulados.
En el Campeonato Africano de Naciones de 2009 habría sobornado a las selecciones de Malaui y Benín. Ese mismo año, Perumal pasó tres semanas en prisión por agredir a un guardia de seguridad en un centro comercial y posteriormente huyó de Singapur.

## Clasificación de Honduras y Nigeria para la Copa del Mundo
Un jugador de Nicaragua que había participado en partidos amañados con Perumal durante la Copa de Oro de la CONCACAF de 2009, Armando Collado, se convirtió en su operador en América Latina. Juntos consiguieron manipular el resultado de un partido de la fase de grupos de la Liga de Campeones de la CONCACAF de 2009 entre el Deportivo Árabe Unido y el equipo salvadoreño AD Isidro Metapán. A través de Armando, Perumal sobornó a la selección de El Salvador para que perdiera ante Honduras durante las eliminatorias de la Concacaf. Según Perumal, su intención no era ayudar a Honduras a llegar al Mundial, sino simplemente ganar dinero. El resultado clasificó a la selección hondureña para la Copa Mundial de la FIFA 2010.
Perumal y sus socios también habrían organizado y amañado los amistosos de El Salvador en 2010 contra Estados Unidos y Guatemala.
El presidente de la Federación Nigeriana de Fútbol supuestamente contactó a Perumal, desesperado, antes de la última jornada de las eliminatorias al Mundial de 2010. A un partido del final, Nigeria estaba dos puntos por detrás de Túnez. Los nigerianos viajarían a Nairobi para enfrentar a Kenia, mientras que Túnez jugaría en Maputo contra Mozambique. Si los tunecinos ganaban, se clasificaban directamente al Mundial. Perumal aseguró tener “a algunos jugadores de la selección de Kenia en el bolsillo”. En caso de que Nigeria lograra la clasificación, tendría derecho a organizar tres amistosos, eligiendo rivales y árbitros.
Perumal afirmó que lograr la clasificación de Nigeria y Honduras al Mundial fue una conquista personal.

## Amistosos previos a la Copa Mundial de 2010
En 2010, Perumal volvió a cambiar el nombre de su empresa Football4U, esta vez a Exclusive Sports, y organizó una serie de partidos amistosos preparatorios para la Copa Mundial de la FIFA 2010.
Entre los árbitros que supuestamente figuraban en su nómina se encontraban Kokou Djaoupe de Togo, Samuel Langat de Kenia y Ibrahim Chaibou de Nigeria.
Sudáfrica se enfrentó en amistosos a Tailandia, Bulgaria, Colombia, Guatemala y Dinamarca. El partido entre Tanzania y Brasil también fue organizado por Perumal, quien supuestamente sobornó al equipo tanzano y controló las apuestas relacionadas al encuentro.
En septiembre de 2010, un amistoso entre Togo y Baréin también fue víctima de amaño. Perumal no logró que la selección oficial de Togo viajara, ya que el equipo tenía un compromiso en Botsuana pocos días antes del partido contra Baréin. Así, organizó un equipo de impostores y lo envió al país árabe. Al día siguiente, periodistas togoleses descubrieron el evento en el sitio web de la FIFA y revelaron el fraude. La prensa se inundó de artículos sobre la falsa selección de Togo, y varios intermediarios vinculados a Perumal perdieron sus cargos en la federación togolesa.
A partir de 2009, Perumal empezó a invertir en el soborno de árbitros, ya que consideraba que los jugadores eran inestables y, una vez iniciado el partido, se dejaban llevar por la emoción y se olvidaban del acuerdo.
Sobornó a la persona encargada de la designación de árbitros dentro de la Confederación Africana de Fútbol, entregándole diez mil dólares para asegurar que sus propios árbitros fueran asignados a partidos de las eliminatorias del Mundial de 2010 y otros encuentros clave.
Toumani asignó a uno de los árbitros de confianza de Perumal, proveniente de Zimbabue, para dirigir el último partido de la fase clasificatoria entre Costa de Marfil y Guinea. Una semana antes de ese encuentro, el mismo árbitro había sido enviado por Perumal a Baréin para un amistoso entre el equipo local y Togo, que finalizó 5-1 a favor de Baréin.
Perumal declaró: “Algunos se presentan como patrocinadores, toman el control de un club, colocan a jugadores seleccionados en la alineación y dictan los resultados. Algunos les dan dinero a atletas profesionales para apostar y, cuando comienzan a perder, les sugieren amañar partidos como única forma de saldar la deuda. Otros simplemente se acercan a jugadores o árbitros, ganan su confianza y preguntan: ‘¿Quieres hacer negocios?’”.

## En Sudamérica
Exclusive Sports organizó la Copa Córdoba Internacional Sub-20 en 2010 en Argentina y la Copa Aerosur Internacional Sub-20 en Bolivia. Ambos torneos recibieron quejas por arbitrajes vergonzosos realizados por jueces africanos.
El 9 de febrero de 2011, Perumal amañó los partidos entre Bolivia y Letonia, y Estonia contra Bulgaria, ambos disputados el mismo día en Antalya, Turquía. Los dos árbitros designados señalaron un total de siete penales entre ambos encuentros. La FIFA abrió una investigación ante las sospechas de manipulación de estos partidos.

## En Finlandia
Perumal afirmaba que evitaba hacer negocios en Europa debido al dominio de mafias consolidadas procedentes de Europa del Este y Albania, territorios que consideraba peligrosos por la violencia de sus integrantes. Aun así, en 2009 encontró una oportunidad con el club finlandés Rovaniemen Palloseura (ROPS), que contaba con ocho jugadores de Zambia que ganaban apenas mil euros al mes. Perumal les ofreció diez mil euros por partido para que cumplieran con las órdenes de la mafia de apuestas.
Entusiasmado con el éxito en el ROPS, Perumal contactó al FC Haka con una propuesta de patrocinio de “más o menos” medio millón de euros. A cambio, introduciría cinco o seis jugadores en la plantilla bajo el pretexto de venderlos a otros clubes. Sin embargo, estos jugadores seguirían instrucciones de la mafia para manipular partidos. El modelo se habría inspirado en el Football Club Chiasso, que durante la temporada 2007-2008 habría tenido un acuerdo similar con otra red de apuestas. El FC Haka rechazó la oferta, pero el FC PoPa y el Tampere United mostraron interés. Finalmente, Perumal llegó a un acuerdo con el Tampere United.
También en Finlandia, el portero Willis Ochieng del IFK Mariehamn supuestamente recibió 50 mil euros por manipular partidos.

## Asiagate y otras condenas
En 2010, un agente FIFA de Malaui denunció a Perumal, acusándolo de amañar partidos de la selección de Zimbabue y de intentar sobornar a jugadores del Mazembe durante la Copa Mundial de Clubes de la FIFA 2010, intento que fue rechazado por el portero Muteba Kidiaba.  El caso se conoció como Asiagate.
En la mañana del 24 de febrero de 2011, Perumal fue detenido por la policía en el aeropuerto de Helsinki, acusado de ingresar a Finlandia con documentos falsos. Mientras esperaba la deportación, Christopher Musonda confesó que Perumal sobornaba a los jugadores del ROPS. La policía finlandesa confiscó su ordenador portátil, su teléfono móvil y su maleta, donde encontraron carpetas con documentación vinculada al acuerdo con el FC PoPa.
El 19 de julio de 2011, el Tribunal de Apelaciones de Rovaniemi condenó a Perumal y a nueve jugadores del RoPS por manipulación de partidos. En total, se manipularon 24 partidos y se logró el resultado deseado en 11 de ellos. Perumal fue condenado a dos años de prisión y a devolver 150.000 euros considerados ganancias derivadas de la manipulación de resultados. Los sobornos variaron desde 500 euros ofrecidos a un jugador hasta un total de 80.000 euros repartidos entre ocho jugadores. La mayor suma total de sobornos entregada a un solo individuo superó ligeramente los 40.000 euros. Los jugadores recibieron penas de suspensión. Los jugadores condenados fueron seis zambianos y dos georgianos: Godfrey Chibanga, Chileshe Chibwe, Francis Kombe, Stephen Kunda, Christopher Musonda, Chanda Mwaba, Nchimunya Mweetwa, Pavle Khorguashvili y Valter Khorguashvili. 
Wilson Raj Perumal publicó sus memorias sobre la manipulación de partidos en un libro titulado Kelong Kings, escrito junto con los periodistas de investigación Alessandro Righi y Emanuele Piano. El libro fue lanzado el 28 de abril de 2014. En 2021, fue acusado de tráfico de personas en Hungría.